# Північно-Західний фронт (Друга світова війна)
Півні́чно-За́хідний фронт — оперативно-стратегічне об'єднання радянських військ з 22 червня 1941 до 20 листопада 1943 року в німецько-радянській війні.

## Історія
Північно-Західний фронт утворений 22 червня 1941 року на базі управління та військ Прибалтійського особливого військового округу у складі 8-ї, 11-ї і 27-ї армій і ВПС округу. Надалі до його складу входили 1-ша, 3-тя і 4-та ударні, 34-та, 48-ма, 53-тя, 27-ма (2-го формування), 68-ма, 22-га і 43-тя загальновійськові армії, 1-ша танкова і 6-та повітряна армії, Особлива група військ генерал-лейтенанта М. С. Хозіна (1-ша танкова та 68-ма армії), Новгородська армійська оперативна група.
У ході прикордонних битв літа 1941 року війська фронту протистояли просуванню німецької групи армій «Північ» та частини сил групи армій «Центр» у глиб території окупованих СРСР Балтійських країн, до 29 червня відійшли до Західної Двіни. 8-ма армія, відрізана від головних сил фронту, з боями відходила до Естонії. У липні 11-та та 27-ма армії вели бої з військами вермахту, який прагнув прорватися до Старої Русі та Холму. Війська 11-ї армії в цей період завдали контрудару під Сольцями, 12–14 серпня з'єднання 11-ї та 34-ї армії завдали контрудару по противнику південніше Старої Руси, який зіграв важливу роль у Ленінградській битві 1941–44 рр. Радянські війська зазнали важких втрат через перевагу противника в повітрі. Втрати особового складу деяких частинах доходили до 60 %, а бойової техніки та гармат до 90 %. Крім цього, противник вперше захопив пускову ракетну установку «Катюша» на ділянці фронту.
У вересні війська Північно-Західного фронту вели оборонні бої на дем'янському напрямку проти німецької групи армій «Північ».
В січні 1942 року під час контрнаступу радянських військ взимку 1941—1942 рр. війська Північно-Західного фронту провели Торопецько-Холмську операцію. Тоді ж сили правого флангу фронту завдали контрудар під Старою Русою і провели Дем'янську операцію. У результаті до кінця лютого 1942 року староруське і дем'янське угруповання супротивника було роз'єднано, а 6 дивізій вермахту у районі Дем'янська було оточено.
Одночасно фронту було доручено сприяти військам Волховського фронту, який проводив Любанську операцію. У результаті фронт змушений був наступати за трьома напрямками, що розходилися, що призвело до несприятливого результату — сил фронту не вистачило для успішного завершення цих операцій, зокрема для завершення знищення оточеного Дем'янського угруповання німецьких військ.
Хоча німецьке командування зуміло відновити зв'язок з оточеним дем'янським угрупуванням, у лютому 1943 року воно було змушене вивести свої війська з дем'янського плацдарму.
До весни 1942 року війська Північно-Західного фронту вийшли на рубіж річки Ловать. Після виведення німецьких військ з-під Дем'янська Північно-Західний фронт провів безуспішну Староруську операцію 4-18 березня 1943 р. У серпні 1943 року фронт ще раз безуспішно намагався звільнити Стару Русу.
20 листопада 1943 року Північно-Західний фронт було розформовано, а його управління виведено в резерв Ставки Верховного Головнокомандування.

## Командувачі
- генерал-полковник Ф. І. Кузнєцов (червень — липень 1941);
- генерал-майор П. П. Собенников (липень — серпень 1941);
- генерал-лейтенант (з кінця серпня 1943 — генерал-полковник) П. О. Курочкін (серпень 1941 — жовтень 1942 і червень — листопад 1943);
- Маршал Радянського Союзу С. К. Тимошенко (жовтень 1942 — березень 1943);
- генерал-полковник І. С. Конєв (березень — червень 1943).

## Військові формування у складі фронту
Формування управління, забезпечення та підтримки
- 12-й окремий інженерно-аеродромний батальйон військово-повітряних сил (22.06.1941 - 11.07.1941)
- 111-й окремий зенітний артилерійський дивізіон (22.06.1941 - 25.10.1941)
- 128-й окремий зенітний артилерійський дивізіон (22.06.1941 - 17.10.1941)
- 142-й окремий зенітний артилерійський дивізіон (22.06.1941 - 17.10.1941)
- 259-й окремий саперний батальйон (22.06.1941 - 30.07.1941)
- 267-й окремий саперний батальйон (22.06.1941 - 28.07.1941)
- 482-й окремий саперний батальйон (22.06.1941 - 30.07.1941)
- 19-й окремий зенітний артилерійський дивізіон (22.06.1941 - 15.02.1943)
- 2-й окремий зенітний артилерійський дивізіон (22.06.1941 - 01.12.1941)
- 17-й окремий полк зв'язку (22.06.1941 - 23.07.1941)

- 8-ма армія
  - 10-й стрілецький корпус
    - 10-та стрілецька дивізія
    - 48-ма стрілецька дивізія
    - 90-та стрілецька дивізія

  - 11-й стрілецький корпус
    - 11-та стрілецька дивізія
    - 125-та стрілецька дивізія

  - 44-й УР (Каунаський)
  - 48-й УР (Алітуський)
  - 12-й механізований корпус
    - 23-тя танкова дивізія
    - 28-ма танкова дивізія
    - 202-га моторизована дивізія
- 11-та армія
  - 16-й стрілецький корпус
    - 5-та стрілецька дивізія
    - 33-тя стрілецька дивізія
    - 188-ма стрілецька дивізія

  - 29-й стрілецький корпус
    - 179-та стрілецька дивізія
    - 184-та стрілецька дивізія

  - 23-тя стрілецька дивізія
  - 126-та стрілецька дивізія
  - 128-ма стрілецька дивізія
  - 42-й УР (Шауляйський)
  - 45-й УР
  - 46-й УР (Тельшайський)
  - 3-й механізований корпус
    - 2-га танкова дивізія
    - 5-та танкова дивізія
    - 84-та моторизована дивізія
- 27-ма армія
  - 22-й стрілецький корпус
    - 180-та стрілецька дивізія
    - 182-га стрілецька дивізія

  - 24-й стрілецький корпус
    - 181-ша стрілецька дивізія
    - 183-тя стрілецька дивізія

  - 16-та стрілецька дивізія
  - 67-ма стрілецька дивізія
  - 65-й стрілецький корпус
  - 5-й повітрянодесантний корпус
    - 9-та повітрянодесантна бригада
    - 10-та повітрянодесантна бригада
    - 201-ша повітрянодесантна бригада

  - 41-й УР (Лібавський)
- 57-ма винищувальна авіаційна дивізія
- 4-та змішана авіаційна дивізія
- 6-та змішана авіаційна дивізія
- 7-ма змішана авіаційна дивізія
- 8-ма змішана авіаційна дивізія

- 8-ма армія
  - 10-й стрілецький корпус
    - 10-та стрілецька дивізія
    - 11-та стрілецька дивізія

  - 11-й стрілецький корпус
    - 48-ма стрілецька дивізія
    - 125-та стрілецька дивізія

  - 65-й стрілецький корпус
  - 22-га стрілецька дивізія внутрішніх військ НКВС
  - 44-й УР (Каунаський)
  - 12-й механізований корпус
    - 23-тя танкова дивізія
    - 28-ма танкова дивізія

  - 3-й механізований корпус
    - 2-га танкова дивізія
    - 5-та танкова дивізія
    - 84-та моторизована дивізія
- 11-та армія
  - 16-й стрілецький корпус
    - 5-та стрілецька дивізія
    - 33-тя стрілецька дивізія
    - 188-ма стрілецька дивізія

  - 41-й стрілецький корпус
    - 111-та стрілецька дивізія
    - 118-та стрілецька дивізія
    - 235-та стрілецька дивізія

  - 90-та стрілецька дивізія
  - 126-та стрілецька дивізія
  - 128-ма стрілецька дивізія
  - 42-й УР (Шауляйський)
  - 1-й механізований корпус
    - 3-тя танкова дивізія
    - 163-тя моторизована дивізія
    - 202-га моторизована дивізія
- 27-ма армія
  - 24-й стрілецький корпус
    - 181-ша стрілецька дивізія
    - 183-тя стрілецька дивізія

  - 67-ма стрілецька дивізія
  - 5-й повітрянодесантний корпус
    - 9-та повітрянодесантна бригада
    - 10-та повітрянодесантна бригада
    - 201-ша повітрянодесантна бригада

  - 29-й стрілецький корпус
    - 179-та стрілецька дивізія

  - 22-й стрілецький корпус
    - 180-та стрілецька дивізія
    - 182-га стрілецька дивізія

  - 23-тя стрілецька дивізія
  - 25-й УР
  - 41-й УР
  - 45-й УР
  - 46-й УР
  - 48-й УР
- 21-й механізований корпус
  - 42-га танкова дивізія
  - 46-та танкова дивізія
  - 185-та моторизована дивізія
- 6-та змішана авіаційна дивізія
- 7-ма змішана авіаційна дивізія
- 8-ма змішана авіаційна дивізія
- 57-ма змішана авіаційна дивізія

- 11-та армія
  - 22-й стрілецький корпус
    - 180-та стрілецька дивізія
    - 182-га стрілецька дивізія
    - 254-та стрілецька дивізія

  - 24-й стрілецький корпус
    - 181-ша стрілецька дивізія
    - 183-тя стрілецька дивізія

  - 202-га моторизована дивізія
  - 163-тя моторизована дивізія
- 27-ма армія
  - 65-й стрілецький корпус
    - 5-та стрілецька дивізія
    - 23-тя стрілецька дивізія
    - 33-тя стрілецька дивізія
    - 188-ма стрілецька дивізія

  - 84-та стрілецька дивізія
- 21-й механізований корпус
  - 42-га танкова дивізія
  - 46-та танкова дивізія
  - 185-та моторизована дивізія
- Новгородська армійська оперативна група
  - 16-й стрілецький корпус
    - 70-та стрілецька дивізія
    - 128-ма стрілецька дивізія
    - 237-ма стрілецька дивізія

  - 1-ша Ленінградська стрілецька дивізія народного ополчення
  - 21-ша танкова дивізія
- 5-й повітрянодесантний корпус
  - 9-та повітрянодесантна бригада
  - 10-та повітрянодесантна бригада
  - 201-ша повітрянодесантна бригада
- 41-ша кавалерійська дивізія (на формуванні)
- 1-й механізований корпус
  - 3-тя танкова дивізія
- 12-й механізований корпус
  - 23-тя танкова дивізія
  - 28-ма танкова дивізія
- 4-та змішана авіаційна дивізія
- 6-та змішана авіаційна дивізія
- 57-ма змішана авіаційна дивізія

- 11-та армія
  - 26-та стрілецька дивізія
  - 84-та стрілецька дивізія
  - 182-га стрілецька дивізія
  - 202-га стрілецька дивізія
  - 254-та стрілецька дивізія
  - 57-ма змішана авіаційна дивізія
- 27-ма армія
  - 23-тя стрілецька дивізія
  - 33-тя стрілецька дивізія
  - 181-ша стрілецька дивізія
  - 183-тя стрілецька дивізія
  - 28-ма танкова дивізія
  - 4-та змішана авіаційна дивізія
- 34-та армія
  - 163-тя стрілецька дивізія
  - 188-ма стрілецька дивізія
  - 245-та стрілецька дивізія
  - 257-ма стрілецька дивізія
  - 259-та стрілецька дивізія
  - 262-га стрілецька дивізія
  - 7-ма змішана авіаційна дивізія
- Новгородська армійська оперативна група
  - 180-та стрілецька дивізія
  - 185-та стрілецька дивізія
  - 305-та стрілецька дивізія
  - 3-тя танкова дивізія
- 25-та кавалерійська дивізія
- 46-та кавалерійська дивізія
- 54-та кавалерійська дивізія
- 6-та змішана авіаційна дивізія

- 11-та армія
  - 26-та стрілецька дивізія
  - 84-та стрілецька дивізія
  - 182-га стрілецька дивізія
  - 202-га стрілецька дивізія
  - 254-та стрілецька дивізія
- 27-ма армія
  - 23-тя стрілецька дивізія
  - 33-тя стрілецька дивізія
  - 241-ша стрілецька дивізія
- 34-та армія
  - 163-тя стрілецька дивізія
  - 188-ма стрілецька дивізія
  - 245-та стрілецька дивізія
- Новгородська армійська оперативна група
  - 180-та стрілецька дивізія
  - 225-та стрілецька дивізія
  - 305-та стрілецька дивізія
- 257-ма стрілецька дивізія
- 25-та кавалерійська дивізія
- 4-та змішана авіаційна дивізія
- 6-та змішана авіаційна дивізія
- 7-ма змішана авіаційна дивізія
- 57-ма змішана авіаційна дивізія

- 3-тя ударна армія
  - 23-тя стрілецька дивізія
  - 33-тя стрілецька дивізія
  - 257-ма стрілецька дивізія
- 4-та ударна армія
  - 249-та стрілецька дивізія
  - 332-га стрілецька дивізія
  - 334-та стрілецька дивізія
  - 358-ма стрілецька дивізія
  - 360-та стрілецька дивізія
- 11-та армія
  - 84-та стрілецька дивізія
  - 180-та стрілецька дивізія
  - 182-га стрілецька дивізія
  - 188-ма стрілецька дивізія
  - 254-та стрілецька дивізія
- 34-та армія
  - 26-та стрілецька дивізія
  - 163-тя стрілецька дивізія
  - 202-га стрілецька дивізія
  - 241-ша стрілецька дивізія
  - 245-та стрілецька дивізія
- 4-та змішана авіаційна дивізія
- 6-та змішана авіаційна дивізія
- 7-ма змішана авіаційна дивізія
- 57-ма змішана авіаційна дивізія

- 1-ша ударна армія
  - 129-та стрілецька дивізія
  - 201-ша стрілецька дивізія
  - 254-та стрілецька дивізія
  - 364-та стрілецька дивізія
- 11-та армія
  - 84-та стрілецька дивізія
  - 180-та стрілецька дивізія
  - 182-га стрілецька дивізія
  - 188-ма стрілецька дивізія
  - 384-та стрілецька дивізія
- 34-та армія
  - 26-та стрілецька дивізія
  - 163-тя стрілецька дивізія
  - 202-га стрілецька дивізія
  - 241-ша стрілецька дивізія
  - 245-та стрілецька дивізія
  - 370-та стрілецька дивізія
  - оперативна група генерала О. С. Ксенофонтова
    - 23-тя стрілецька дивізія
- 1-й гвардійський стрілецький корпус
  - 7-ма гвардійська стрілецька дивізія

- 1-ша ударна армія
  - 28-ма гвардійська стрілецька дивізія
  - 129-та стрілецька дивізія
  - 201-ша стрілецька дивізія
  - 364-та стрілецька дивізія
  - 391-ша стрілецька дивізія
  - 397-ма стрілецька дивізія
- 11-та армія
  - 26-та стрілецька дивізія
  - 55-та стрілецька дивізія
  - 84-та стрілецька дивізія
  - 182-га стрілецька дивізія
  - 188-ма стрілецька дивізія
  - 200-та стрілецька дивізія
  - 202-га стрілецька дивізія
  - 254-та стрілецька дивізія
  - 282-га стрілецька дивізія
  - 370-та стрілецька дивізія
  - 384-та стрілецька дивізія
- 34-та армія
  - 163-тя стрілецька дивізія
  - 170-та стрілецька дивізія
  - 171-ша стрілецька дивізія
  - 245-та стрілецька дивізія
- 53-тя армія
  - 22-га гвардійська стрілецька дивізія
  - 23-тя стрілецька дивізія
  - 130-та стрілецька дивізія(інші мови)
  - 166-та стрілецька дивізія
  - 235-та стрілецька дивізія
  - 241-ша стрілецька дивізія
  - 250-та стрілецька дивізія
- 1-й гвардійський стрілецький корпус
  - 7-ма гвардійська стрілецька дивізія
  - 90-й УР
  - 91-й УР

- 1-ша ударна армія
  - 1-й гвардійський стрілецький корпус
    - 7-ма гвардійська стрілецька дивізія
    - 391-ша стрілецька дивізія

  - 129-та стрілецька дивізія
  - 364-та стрілецька дивізія
  - 397-ма стрілецька дивізія
- 11-та армія
  - 55-та стрілецька дивізія
  - 200-та стрілецька дивізія
  - 202-га стрілецька дивізія
  - 282-га стрілецька дивізія
  - 370-та стрілецька дивізія
  - 90-й УР
- 27-ма армія
  - 26-та стрілецька дивізія
  - 84-та стрілецька дивізія
  - 182-га стрілецька дивізія
  - 188-ма стрілецька дивізія
  - 254-та стрілецька дивізія
  - 384-та стрілецька дивізія
- 34-та армія
  - 163-тя стрілецька дивізія
  - 170-та стрілецька дивізія
  - 171-ша стрілецька дивізія
  - 245-та стрілецька дивізія
  - 91-й УР
- 53-тя армія
  - 22-га гвардійська стрілецька дивізія
  - 23-тя стрілецька дивізія
  - 130-та стрілецька дивізія
  - 166-та стрілецька дивізія
  - 235-та стрілецька дивізія
  - 241-ша стрілецька дивізія
  - 250-та стрілецька дивізія
- 6-та повітряна армія
  - 239-та винищувальна авіаційна дивізія
  - 240-ва винищувальна авіаційна дивізія
  - 241-ша бомбардувальна авіаційна дивізія
  - 242-га нічна бомбардувальна авіаційна дивізія
  - 243-тя штурмова авіаційна дивізія
- 28-ма гвардійська стрілецька дивізія
- 201-ша стрілецька дивізія

- 1-ша ударна армія
  - 1-й гвардійський стрілецький корпус
    - 7-ма гвардійська стрілецька дивізія
    - 391-ша стрілецька дивізія
- 11-та армія
  - 22-га гвардійська стрілецька дивізія
  - 28-ма гвардійська стрілецька дивізія
  - 55-та стрілецька дивізія
  - 170-та стрілецька дивізія
  - 200-та стрілецька дивізія
  - 201-ша стрілецька дивізія
  - 202-га стрілецька дивізія
  - 282-га стрілецька дивізія
  - 370-та стрілецька дивізія
  - 384-та стрілецька дивізія
- 27-ма армія
  - 26-та стрілецька дивізія
  - 182-га стрілецька дивізія
  - 188-ма стрілецька дивізія
  - 254-та стрілецька дивізія
- 34-та армія
  - 163-тя стрілецька дивізія
  - 171-ша стрілецька дивізія
  - 245-та стрілецька дивізія
- 53-тя армія
  - 166-та стрілецька дивізія
  - 235-та стрілецька дивізія
  - 241-ша стрілецька дивізія
  - 250-та стрілецька дивізія
- 6-та повітряна армія
  - 239-та винищувальна авіаційна дивізія
  - 240-ва винищувальна авіаційна дивізія
  - 241-ша бомбардувальна авіаційна дивізія
  - 242-га нічна бомбардувальна авіаційна дивізія
  - 243-тя штурмова авіаційна дивізія

- 1-ша ударна армія
  - 7-ма гвардійська стрілецька дивізія
  - 23-тя гвардійська стрілецька дивізія
  - 129-та стрілецька дивізія
  - 130-та стрілецька дивізія
  - 391-ша стрілецька дивізія
  - 397-ма стрілецька дивізія
- 11-та армія
  - 22-га гвардійська стрілецька дивізія
  - 28-ма гвардійська стрілецька дивізія
  - 43-тя гвардійська стрілецька дивізія
  - 55-та стрілецька дивізія
  - 170-та стрілецька дивізія
  - 200-та стрілецька дивізія
  - 202-га стрілецька дивізія
  - 282-га стрілецька дивізія
  - 370-та стрілецька дивізія
  - 384-та стрілецька дивізія
- 27-ма армія
  - 26-та стрілецька дивізія
  - 182-га стрілецька дивізія
  - 188-ма стрілецька дивізія
  - 254-та стрілецька дивізія
- 34-та армія
  - 163-тя стрілецька дивізія
  - 171-ша стрілецька дивізія
  - 245-та стрілецька дивізія
  - 91-й УР
- 53-тя армія
  - 166-та стрілецька дивізія
  - 235-та стрілецька дивізія
  - 241-ша стрілецька дивізія
  - 250-та стрілецька дивізія
- 6-та повітряна армія
  - 239-та винищувальна авіаційна дивізія
  - 240-ва винищувальна авіаційна дивізія
  - 241-ша бомбардувальна авіаційна дивізія
  - 242-га нічна бомбардувальна авіаційна дивізія
  - 243-тя штурмова авіаційна дивізія
  - 253-тя стрілецька дивізія

- 1-ша ударна армія
  - 14-й гвардійський стрілецький корпус
  - 7-ма гвардійська стрілецька дивізія
  - 23-тя гвардійська стрілецька дивізія
  - 53-тя гвардійська стрілецька дивізія
  - 129-та стрілецька дивізія
  - 391-ша стрілецька дивізія
  - 397-ма стрілецька дивізія
  - 1-ша гвардійська мінометна дивізія
- 11-та армія
  - 12-й гвардійський стрілецький корпус
  - 28-ма гвардійська стрілецька дивізія
  - 43-тя гвардійська стрілецька дивізія
  - 26-та стрілецька дивізія
  - 55-та стрілецька дивізія
  - 170-та стрілецька дивізія
  - 202-га стрілецька дивізія
  - 253-тя стрілецька дивізія
  - 282-га стрілецька дивізія
  - 370-та стрілецька дивізія
  - 26-та артилерійська дивізія
- 27-ма армія
  - 182-га стрілецька дивізія
  - 188-ма стрілецька дивізія
  - 200-та стрілецька дивізія
  - 254-та стрілецька дивізія
- 34-та армія
  - 163-тя стрілецька дивізія
  - 171-ша стрілецька дивізія
  - 245-та стрілецька дивізія
  - 91-й УР
- 53-тя армія
  - 166-та стрілецька дивізія
  - 235-та стрілецька дивізія
  - 241-ша стрілецька дивізія
  - 250-та стрілецька дивізія
- 6-та повітряна армія
  - 239-та винищувальна авіаційна дивізія
  - 240-ва винищувальна авіаційна дивізія
  - 242-га нічна бомбардувальна авіаційна дивізія
  - 243-тя штурмова авіаційна дивізія
- 348-ма стрілецька дивізія
- 380-та стрілецька дивізія
- 27-ма артилерійська дивізія
- 42-га зенітна артилерійська дивізія

- 1-ша ударна армія
  - 7-ма гвардійська стрілецька дивізія
  - 23-тя гвардійська стрілецька дивізія
  - 53-тя гвардійська стрілецька дивізія
  - 250-та стрілецька дивізія
  - 391-ша стрілецька дивізія
  - 397-ма стрілецька дивізія
  - 2-га гвардійська повітрянодесантна дивізія
  - 3-тя гвардійська повітрянодесантна дивізія
  - 4-та гвардійська повітрянодесантна дивізія
  - 27-ма артилерійська дивізія
  - 1-ша гвардійська мінометна дивізія
  - 6-та гвардійська мінометна дивізія
  - 42-га зенітна артилерійська дивізія
- 11-та армія
  - 163-тя стрілецька дивізія
  - 188-ма стрілецька дивізія
  - 200-та стрілецька дивізія
  - 254-та стрілецька дивізія
  - 26-та артилерійська дивізія
- 44-та зенітна артилерійська дивізія
- 27-ма армія
  - 12-й гвардійський стрілецький корпус
  - 28-ма гвардійська стрілецька дивізія
  - 43-тя гвардійська стрілецька дивізія
  - 55-та стрілецька дивізія
  - 170-та стрілецька дивізія
  - 171-ша стрілецька дивізія
  - 182-га стрілецька дивізія
  - 202-га стрілецька дивізія
  - 253-тя стрілецька дивізія
  - 370-та стрілецька дивізія
  - 15-та артилерійська дивізія
- 34-та армія
  - 245-та стрілецька дивізія
  - 282-га стрілецька дивізія
  - 91-й УР
- 53-тя армія
  - 129-та стрілецька дивізія
  - 166-та стрілецька дивізія
  - 235-та стрілецька дивізія
  - 241-ша стрілецька дивізія
  - 348-ма стрілецька дивізія
  - 380-та стрілецька дивізія
  - 13-та артилерійська дивізія
- 68-ма армія
  - 37-ма стрілецька дивізія
  - 1-ша гвардійська повітрянодесантна дивізія
  - 5-та гвардійська повітрянодесантна дивізія
  - 7-ма гвардійська повітрянодесантна дивізія
  - 8-ма гвардійська повітрянодесантна дивізія
  - 10-та гвардійська повітрянодесантна дивізія
- 1-ша танкова армія
  - 11-та зенітна артилерійська дивізія
  - 3-й механізований корпус
  - 6-й танковий корпус
- 6-та повітряна армія
  - 1-й бомбардувальний авіаційний корпус
    - 263-тя бомбардувальна авіаційна дивізія
    - 293-тя бомбардувальна авіаційна дивізія

  - 239-та винищувальна авіаційна дивізія
  - 240-ва винищувальна авіаційна дивізія
  - 242-га нічна бомбардувальна авіаційна дивізія
  - 243-тя штурмова авіаційна дивізія
- 14-й гвардійський стрілецький корпус
  - 6-та гвардійська повітрянодесантна дивізія
  - 9-та гвардійська повітрянодесантна дивізія
- 26-та стрілецька дивізія
- 16-та артилерійська дивізія
- 21-ша зенітна артилерійська дивізія
- 23-тя зенітна артилерійська дивізія
- 47-ма зенітна артилерійська дивізія

- 1-ша ударна армія
  - 14-й гвардійський стрілецький корпус
  - 7-ма гвардійська стрілецька дивізія
  - 23-тя гвардійська стрілецька дивізія
  - 53-тя гвардійська стрілецька дивізія
  - 188-ма стрілецька дивізія
  - 282-га стрілецька дивізія
  - 391-ша стрілецька дивізія
  - 21-ша зенітна артилерійська дивізія
  - 42-га зенітна артилерійська дивізія
- 22-га армія
  - 8-ма гвардійська стрілецька дивізія
  - 33-тя стрілецька дивізія
  - 117-та стрілецька дивізія
- 34-та армія
  - 12-й гвардійський стрілецький корпус
  - 26-та стрілецька дивізія
  - 37-ма стрілецька дивізія
  - 171-ша стрілецька дивізія
  - 182-га стрілецька дивізія
  - 245-та стрілецька дивізія
  - 253-тя стрілецька дивізія
  - 370-та стрілецька дивізія
  - 26-та артилерійська дивізія
  - 27-ма артилерійська дивізія
  - 44-та зенітна артилерійська дивізія
- 68-ма армія
  - 1-ша гвардійська повітрянодесантна дивізія
  - 10-та гвардійська повітрянодесантна дивізія
  - 43-тя гвардійська стрілецька дивізія
  - 200-та стрілецька дивізія
- 6-та повітряна армія
  - 3-тя гвардійська штурмова авіаційна дивізія
  - 5-та гвардійська винищувальна авіаційна дивізія
  - 242-га нічна бомбардувальна авіаційна дивізія
- 11-та зенітна артилерійська дивізія
- 23-тя зенітна артилерійська дивізія
- 47-ма зенітна артилерійська дивізія

- 1-ша ударна армія
  - 23-тя гвардійська стрілецька дивізія
  - 188-ма стрілецька дивізія
  - 282-га стрілецька дивізія
  - 391-ша стрілецька дивізія
- 22-га армія
  - 44-й стрілецький корпус
  - 8-ма гвардійська стрілецька дивізія
  - 33-тя стрілецька дивізія
  - 117-та стрілецька дивізія
- 34-та армія
  - 12-й гвардійський стрілецький корпус
    - 1-ша гвардійська повітрянодесантна дивізія
    - 10-та гвардійська повітрянодесантна дивізія
    - 200-та стрілецька дивізія

  - 37-ма стрілецька дивізія
  - 171-ша стрілецька дивізія
  - 182-га стрілецька дивізія
  - 245-та стрілецька дивізія
  - 370-та стрілецька дивізія
  - 26-та артилерійська дивізія
  - 27-ма артилерійська дивізія
  - 44-та зенітна артилерійська дивізія
- 6-та повітряна армія
  - 3-тя гвардійська штурмова авіаційна дивізія
  - 5-та гвардійська винищувальна авіаційна дивізія
  - 242-га нічна бомбардувальна авіаційна дивізія
- 14-й гвардійський стрілецький корпус
  - 7-ма гвардійська стрілецька дивізія
  - 53-тя гвардійська стрілецька дивізія
- 43-тя гвардійська стрілецька дивізія
- 26-та стрілецька дивізія
- 42-га зенітна артилерійська дивізія
- 47-ма зенітна артилерійська дивізія

- 1-ша ударна армія
  - 23-тя гвардійська стрілецька дивізія
  - 200-та стрілецька дивізія
  - 282-га стрілецька дивізія
  - 391-ша стрілецька дивізія
- 22-га армія
  - 44-й стрілецький корпус
  - 8-ма гвардійська стрілецька дивізія
  - 33-тя стрілецька дивізія
  - 117-та стрілецька дивізія
- 34-та армія
  - 14-й гвардійський стрілецький корпус
    - 53-тя гвардійська стрілецька дивізія
    - 171-ша стрілецька дивізія
    - 182-га стрілецька дивізія

  - 245-та стрілецька дивізія
  - 370-та стрілецька дивізія
  - 27-ма артилерійська дивізія
  - 47-ма зенітна артилерійська дивізія
- 6-та повітряна армія
  - 3-тя гвардійська штурмова авіаційна дивізія
  - 5-та гвардійська винищувальна авіаційна дивізія
  - 242-га нічна бомбардувальна авіаційна дивізія
- 12-й гвардійський стрілецький корпус
  - 7-ма гвардійська стрілецька дивізія
  - 43-тя гвардійська стрілецька дивізія
  - 26-та стрілецька дивізія
- 90-й стрілецький корпус
- 96-й стрілецький корпус
- 37-ма стрілецька дивізія
- 26-та артилерійська дивізія
- 42-га зенітна артилерійська дивізія
- 44-та зенітна артилерійська дивізія

- 1-ша ударна армія
  - 90-й стрілецький корпус
    - 171-ша стрілецька дивізія
    - 282-га стрілецька дивізія

  - 200-та стрілецька дивізія
  - 391-ша стрілецька дивізія
- 34-та армія
  - 96-й стрілецький корпус
    - 37-ма стрілецька дивізія
    - 150-та стрілецька дивізія
    - 370-та стрілецька дивізія

  - 26-та стрілецька дивізія
  - 182-га стрілецька дивізія
  - 27-ма артилерійська дивізія
  - 47-ма зенітна артилерійська дивізія
- 6-та повітряна армія
  - 3-тя гвардійська штурмова авіаційна дивізія
  - 5-та гвардійська винищувальна авіаційна дивізія
  - 242-га нічна бомбардувальна авіаційна дивізія
- 12-й гвардійський стрілецький корпус
  - 7-ма гвардійська стрілецька дивізія
- 14-й гвардійський стрілецький корпус
  - 23-тя гвардійська стрілецька дивізія
  - 53-тя гвардійська стрілецька дивізія
- 42-га зенітна артилерійська дивізія
- 44-та зенітна артилерійська дивізія